# Alpski kozorog
Álpski kozoróg (znanstveno ime Capra ibex) je  kozi sorodna visokogorska žival. Živi v Alpah, v Sloveniji je bil iztrebljen v 17. stoletju, leta 1902 pa je bil znova naseljen na Slovenskem in zdaj živi v Julijskih in Kamniških Alpah ter Karavankah. Barva kože je značilno rjavkasto siva. Alpski kozorogi živijo na strmih, grobih terenih v bližini snežne meje. So tudi družabni, čeprav se odrasli moški in ženske večino leta ločijo in se združijo le ob parjenju. Obstajajo štiri ločene skupine; skupine odraslih moških, skupine žensk in mladičev, skupine mladih posameznikov in mešane spolne skupine.
Samec alpskega kozoroga je težak do 100 kg in ima do 130 cm dolge rogove. Alpski kozorog je pred časom v Sloveniji izumrl, vendar so ga uspešno naselili nazaj. V Sloveniji jih najpogosteje najdemo v Julijskih alpah in Karavankah. Živijo do 17 let in imajo od enega do dva mladiča.
- Skupina kozorogov v bližini koče na Prehodavcih
- Kozorog pri Zasavski koči